# Koninklijk Instituut Spermalie
Das Koninklijk Instituut Spermalie ist ein medizinisch-pädagogisches Institut der römisch-katholischen Stiftung für Kinder mit Sinnesbehinderung. Der Hauptsitz befindet sich in der ehemaligen Abtei Spermalie in der belgischen Provinzhauptstadt Brügge. Im Jahr 2011 wurde das Institut in die größere Organisation De Kade integriert.

## Geschichte
Der Name dieses Instituts stammt von der ehemaligen Abtei Spermalie, einer Zisterzienserabtei die im Jahr 1200 auf einem Land namens Spermalie in Slijpe gegründet wurde. Die Abtei zog 1240 nach Sijsele und 1578 nach Brügge.
Nach der Französischen Revolution erhielten die Gebäude an der heutigen Snaggaardstraat einen weltlichen Zweck, doch im Jahr 1836 gründeteKanoniker Charles Carton dort die Kongregation der zusters van de Kindsheid van Maria ter Spermalie. Gemeinsam mit den Schwestern wollte er blinden und gehörlosen Kindern eine angepasste Ausbildung ermöglichen.
Wie mehrere andere Einrichtungen für Menschen mit Hörbehinderung begann sich auch die Spermalie Ende des 20. Jahrhunderts auf Menschen mit anderen Kommunikationsproblemen zu konzentrieren, insbesondere auf Kinder mit Autismus. Außerdem begann die Zusammenarbeit mit Het Anker, einer Institution für diese Zielgruppe in Brügge. Im Jahr 2007 fand eine Verwaltungsfusion mit Het Anker statt. Die Fusionsorganisation erhielt den Namen De Kade. Im Jahr 2011 fusionierten alle beteiligten juristischen Personen zur gemeinnützigen Organisation De Kade. Mehrere Teile von De Kade tragen noch immer den Namen Spermalie.

## Einrichtungen
Das Institut umfasst Internats- und Bildungseinrichtungen.
- Internat: hauptsächlich für Schüler, die dort eine Ausbildung absolvieren, aber auch häusliche Betreuung von Gehörlosen und Blinden, Unterstützung eines selbständigen Lebens behinderter Menschen in ihrer häuslichen Situation oder in ihrem eigenen Zuhause.
- Bildung: Das Institut bietet sowohl spezielle Grundschulbildung als auch spezielle Sekundarschulbildung für blinde und gehörlose Kinder an. Es ist daher der ideale Ort für Studierende mit einer Kombination aus beiden Behinderungen (Taubblindheit). Eine weitere Zielgruppe sind Kinder mit Autismus. Diese Bildungseinrichtung unterstützt auch ein umfangreiches Netzwerk von GOn-Beratungsdiensten (Geïntegreerd onderwijs). In der Struktur der belgischen Sonderpädagogik werden Schüler dem Typ 6 (Sehstörung) und dem Typ 7 (Hör- oder Kommunikationsstörung) zugeordnet.